# Нарцисична травма
Нарцистична травма, також відома як нарцистична рана або поранене его, — у психології емоційна травма, яка пригнічує захисні механізми людини та руйнує її гордість і самооцінку. У деяких випадках сором або ганьба настільки значні, що людина більше ніколи не зможе по-справжньому почуватися добре тою, ким вона є. Це іноді називають «нарцисичним шрамом».
Фрейд стверджував, що «втрати в любові» і «втрати, пов'язані з невдачею» часто залишають за собою травму самоповаги людини.

## Лікування
Адам Філліпс стверджував, що, всупереч тому, що міг би очікувати здоровий глузд, терапевтичне лікування передбачає заохочення пацієнта знову пережити «жахливу нарцистичну рану» — досвід дитини, коли вона була відчужена батьківським альянсом — щоб примиритися з, і знову дізнайтеся про дедалі меншу втрату всемогутності, спричинену основними «фактами життя».

## Сигнали нарцисичного ушкодження
Нарцистична травма часто не буде помітна суб'єктом з першого погляду. Нарцисичні травми або нарцисичні рани, ймовірно, є результатом критики, втрати або навіть почуття покинутості. Ті, у кого діагностовано нарцисичний розлад особистості, будуть виглядати надмірно оборонними та атакуючими, коли стикаються з будь-якою критикою. У той час як звичайна людина, ймовірно, відреагує, виразивши вразливість, людина, яка має справу з нарцисичною раною, зробить навпаки, змушуючи виглядати нарцисом, незважаючи на те, що відчуває внутрішній біль. Реакція нарцисичного ушкодження є прикриттям справжніх почуттів того, хто стикається з цими проблемами.
Іншим нарцистична травма може здатися такою, ніби людина намагається злити газ або повертає проблему на іншу людину. Людина може виглядати маніпулятивною та агресивною, тому що вона відмовляється приймати все, що їй кажуть, але вона не хоче чути. Для тих, хто має справу з нарцисичними ранами, важливо дати зрозуміти тим, на кого вони нападають своїми словами, що це справді розлад, а не образа іншої людини.
Діти, яких навчають, що невдачі призводять до зменшення любові та прихильності, частіше стають одержимими ідеєю досконалості та частіше розвивають нарцисичний розлад особистості. Важливість любові до себе та безумовної любові у вихованні дітей може допомогти показати їм, що їхні почуття справедливі, незалежно від ситуації та незалежно від того, наскільки добре чи погано вони працюють.
Концепція Зигмунда Фрейда про те, що у своїй останній книзі він назвав «ранні травми себе (травми до нарцисизму)» згодом була розширена багатьма психоаналітиками. Карл Абрагам бачив ключ до дорослої депресії в дитячому досвіді удару по нарцисизму через втрату нарцисичного запасу. Отто Феніхель підтвердив важливість нарцисичного ушкодження в депресіях і розширив такий аналіз, включивши в нього прикордонні особистості.
Едмунд Берґлер наголошував на важливості інфантильної всемогутності в нарцисизмі та люті, яка виникає після будь-якого удару по цьому почуттю нарцисичної всемогутності; Енні Райх підкреслювала, як почуття сорому підживлює гнів, коли удар по нарцисизму оголює розрив між ідеалом его Я та реальністю; тоді як Жак Лакан пов'язував Фрейда про нарцистичну рану з Лаканом на сцені нарцисичного дзеркала.
Нарешті, теорія об'єктних відносин підкреслює лють проти ранніх невдач середовища, які змушували пацієнтів відчувати себе погано, коли всемогутність дитинства була надто різко піддана виклику.
1. Стати в захист. Коли почуття нарциса зачіпають, він, швидше за все, реагує вороже і схильний затаювати образу. Це пов'язано з поганим розумінням емоційних реакцій інших людей. Їм не вистачає емпатії, коли вони зачіпають почуття інших через їхній спосіб мислення. Вони не люблять конфронтації. Їхнє високе его потребує задоволення, але в глибині душі причиною цього є невпевненість у собі. Коли бажання нарциса ставляться під сумнів, він може діяти через гнів. Це може бути наслідком пережитого насильства, тому вони проектують свою внутрішню травму на інших.[20]
2. Нарцисам бракує впевненості в собі, що проектується на стосунки. Ревнощі кореняться в невротичній невпевненості в собі. Прикладами власницької поведінки є ревнощі до того, що увагу людини забирає хтось інший, а також думки про те, що хтось може забрати партнера. Високе почуття власницьких почуттів пов'язане з високим ступенем ревнощів. Власність може призвести до жорстокого поводження з партнерами та друзями, а також до насильства над ними.[21]
3. Відмова може спровокувати емоційну реакцію, коли нарцис зазнає серйозної невдачі. Цей колапс конкурує із зовнішнім підтвердженням, на яке вони вважають, що вони мають право, і у відповідь завдає їм емоційного болю, який вони виражають як гнів. Невдача викликає у них відчуття сильного розчарування.[22]
4. Екстремальні перепади настрою. У людей з нарцисичним розладом особистості зазвичай спостерігається спалах люті або мовчання. Деякі випадки, які можуть вплинути на це, є загрозою для їх самооцінки або коли їм не приділяють уваги чи бажань, яких вони, на їхню думку, заслуговують. Перепади настрою можуть бути викликані, коли сприйняття нарциса стикається з протилежними переконаннями, і тому він може реагувати гнівом.[23]
5. Відчуття дисбалансу сил. Нарциси, як правило, страждають від сильного почуття неповноцінності, тому їм важко переконати себе, що вони досягли достатнього. Нарцис вимагає лише того, що хоче, не турбуючись про іншого. У стосунках партнер нарцисиста може відчувати газлайтинг, гостинг та маніпуляції.[24][25]

## Перфекціонізм
Нарциси часто є псевдоперфекціоністами і створюють ситуації, в яких вони перебувають у центрі уваги. Намагання нарцисиста вважатися досконалим необхідні для його грандіозного самоуявлення. Якщо сприйнятий стан досконалості не досягнуто, це може призвести до почуття провини, сорому, гніву або тривоги, оскільки суб'єкт вважає, що він втратить захоплення та любов інших людей, якщо він недосконалий.
Оскільки деяких дітей виховують у вірі, що любов є умовною, одержимість ідеєю бути ідеальними стає для них рутиною. У результаті, зазнаючи невдач у будь-якому аспекті життя, дитина відчуватиме, ніби її більше не приймають, що спричиняє нарцистичну травму.
Приклади причин, чому діти демонструють нарцисичну травму через перфекціонізм, включають невдачу на іспитах, поразку на конкурсах, відмову в прийнятті, незгоду в розмові з іншими та конструктивну критику.
За таким перфекціонізмом самопсихологія бачить попередні травматичні ушкодження грандіозного «Я».
Результати досліджень вказують на те, що маніакальні нарциси підтримують версію досконалості, очікують від інших необґрунтованих речей і працюють над досягненням нереалістичних амбіцій. Результати також свідчать про те, що вразливі нарциси навмисно плекають ідею непогрішності, приховуючи недоліки, щоб задовольнити вимоги оточуючих.

## Критика
Широке поширення концепцій психіатра Гайнца Когута часом могли призводити до їхньої тривіалізації. Невілл Сімінґтон зазначає, що «ви часто чуєте, як люди кажуть: „О, я дуже самозакоханий“ або „Це була рана для мого нарцисизму“. Подібні коментарі не є справжнім визнанням стану; вони є викинутими рядками. Справді розпізнати нарцисизм у собі викликає глибоке засмучення та часто асоціюється із запереченням».